# Stiletto
Stiletto é o quarto álbum de estúdio da carreira solo da roqueira britânica Lita Ford.

## Faixas
1. "Your Wake Up Call" (Mike Chapman, David Ezrin, Lita Ford, Myron Grombacher, Don Nossov) – 1:59
2. "Hungry" (Michael Dan Ehmig, Ford) – 4:57
3. "Dedication" (Chapman) – 3:34
4. "Stiletto" (Ford, Holly Knight) – 4:37
5. "Lisa" (Ehmig, Ford) – 4:45
6. "The Ripper" (Ezrin, Ford) – 5:20
7. "Big Gun" (Ford, Grombacher, Nossov) – 4:37
8. "Only Women Bleed" (Alice Cooper, Dick Wagner) – 6:03
9. "Bad Boy" (Ford, Mark Spiro) – 3:59
10. "Aces & Eights" (Ford, Grombacher, Kevin Savigar) – 4:20
11. "Cherry Red" (Ehmig, Ford) – 4:09
12. "Outro" (Ezrin, Ford, Grombacher, Nossov) – 1:56

## Músicos
- Lita Ford: Vocais, Guitarras
- David Ezrin: teclados
- Don Nossov: Baixo
- Myron Grombacher: baterias, Percussão

### Músicos Convidados
- Pablo Calagero: Sax Barítono
- Richie Cannata: Sax Tenor
- Barry Danelian: Trompete
- Kevin Osborne: Trombone, Back-Vocals
- Mike Chapman: Back-Vocals
- Tim Lawless: Back-Vocals
- Ozzie Melendez: Back-Vocals
- Richie Cannata & Kevin Osborne - arranjo de sopros
- Ralph Schuckett - arranjo de cordas

## Desempenho nas Paradas Musicais

### Álbum
| Ano                                     | Detalhes do Álbum                                                       | Desempenho nas Paradas Musicais | Desempenho nas Paradas Musicais | Desempenho nas Paradas Musicais | Desempenho nas Paradas Musicais | Desempenho nas Paradas Musicais | Desempenho nas Paradas Musicais | Certificação (sales threshold) |
| Ano                                     | Detalhes do Álbum                                                       | UK                              | US                              | US Indie                        | NZ                              | SWE                             | SWI                             | Certificação (sales threshold) |
| --------------------------------------- | ----------------------------------------------------------------------- | ------------------------------- | ------------------------------- | ------------------------------- | ------------------------------- | ------------------------------- | ------------------------------- | ------------------------------ |
| 1990                                    | '''Stiletto''' - Data de Lançamento: 1990 - Gravadora: Spitfire Records | 66                              | 52                              | —                               | —                               | 36                              | 26                              |                                |
| "—" denotes releases that did not chart |                                                                         |                                 |                                 |                                 |                                 |                                 |                                 |                                |

### Singles
| Ano                                     | Single   | Posição nas Paradas Musicais | Posição nas Paradas Musicais | Posição nas Paradas Musicais | Posição nas Paradas Musicais | Posição nas Paradas Musicais | Certificação (sales threshold) | Álbum    |
| Ano                                     | Single   | US                           | US Main                      | NZ                           | UK                           | SWE                          | Certificação (sales threshold) | Álbum    |
| --------------------------------------- | -------- | ---------------------------- | ---------------------------- | ---------------------------- | ---------------------------- | ---------------------------- | ------------------------------ | -------- |
| 1990                                    | "Hungry" | 98                           | 14                           | —                            | 76                           | —                            |                                | Stiletto |
| 1990                                    | "Lisa"   | —                            | —                            | —                            | —                            | —                            |                                | Stiletto |
| "—" denotes releases that did not chart |          |                              |                              |                              |                              |                              |                                |          |